# The Black Ghosts
The Black Ghosts sind ein Duo der elektronischen Musik aus Großbritannien. 

## Bandgeschichte
Theo Keating und Simon William Lord gründeten das Duo im Jahre 2006. Kurz darauf werden sie in Großbritannien von Southern Fried Records und in Nordamerika von Iamsound Records unter Vertrag genommen. Keating und Lord spielten vorher in den Bands The Wiseguys und Simian mit. 2008 erschien ihr selbstbetiteltes Debütalbum. Die erste Single Repetition enthielt Gastgesang von Damon Albarn.
Ihr Song Full Moon war Bestandteil des Soundtracks zum Kinofilm Twilight – Bis(s) zum Morgengrauen. Ihr zweites Album When Animals Stare erschien 2011 und wurde auch als Akustikversion veröffentlicht.

## Stil
The Black Ghosts spielen Electro mit dunklen und düsteren Texten, die zynisch und voller Zweifel sind. Zudem war Keatings Großvater ein Regisseur diverser Hammer-Filme, das erklärt die Vorliebe der Band für Horrorthematiken. Musikalisch sind sie nicht nur von anderen Electro-Musikern wie Timbaland oder Daft Punk beeinflusst, sondern auch von Sängern wie Serge Gainsbourg und von David Axelrod.

## Diskografie

### Alben
- 2008: The Black Ghosts
- 2011: When Animals Stare
- 2011: When Animals Stare (Acoustic Versions)

### Kompilationen
- 2008: Mixtape

### EPs
- 2007: Anyway You Choose to Give It

### Singles
- 2006: Face
- 2007: It’s Your Touch
- 2007: Some Way Through This
- 2007: Repetition Kills You
- 2008: I Want Nothing
- 2011: Water Will Find a Way
- 2013: Forgetfulness